# Youri Duplessis Kergomard
Youri Duplessis Kergomard (Montpellier, 3 aprile 1996) è uno sciatore freestyle francese, specialista dello ski cross.

## Biografia
Specialista dello ski cross e attivo a livello internazionale dal gennaio 2013, Duplessis Kergomard ha esordito in Coppa del Mondo l'11 dicembre 2016 giungendo 61º a Val Thorens e ha ottenuto il suo primo podio il 6 dicembre 2019 nella stessa località, classificandosi 2º nella gara vinta dal canadese Kevin Drury.

## Palmarès

### Coppa del Mondo
- Miglior piazzamento nella Coppa del Mondo di ski cross: 4º nel 2023
- 14 podi:
  - 3 vittorie
  - 7 secondi posti
  - 4 terzi posti

#### Coppa del Mondo - vittorie
| Data             | Luogo     | Paese    | Disciplina |
| ---------------- | --------- | -------- | ---------- |
| 25 febbraio 2024 | Reiteralm | Austria  | SX         |
| 17 gennaio 2025  | Reiteralm | Austria  | SX         |
| 2 febbraio 2025  | Veysonnaz | Svizzera | SX         |

Legenda:

SX = Ski cross